# Live at Hammersmith Odeon
Live at Hammersmith Odeon är ett livealbum av Kate Bush, utgivet 1994. Det är inspelat under en konsert i maj 1979 på Hammersmith Odeon Theatre i London, under hennes första konsertturné, The Tour of Life.

## Låtlista
1. "Moving" - 3:32
2. "Them Heavy People" - 4:02
3. "Violin" - 3:32
4. "Strange Phenomena" - 3:25
5. "Hammer Horror" - 4:25
6. "Don't Push Your Foot on the Heartbrake" - 3:59
7. "Wow" - 3:59
8. "Feel It" - 3:14
9. "Kite" - 6:12
10. "James and the Cold Gun" - 8:44
11. "Oh England My Lionheart" - 3:22
12. "Wuthering Heights" - 4:50